# CD- und DVD-Verpackungen
CD- und DVD-Verpackungen dienen dem Schutz, der Aufbewahrung und dem Transport optischer Datenspeicher. Manche dieser Verpackungen bieten dabei auch Platz für Beihefte, sogenannte Booklets. CD- und DVD-Verpackungen sind in der Regel aus Kunststoff, teils auch aus Pappe gefertigt. Sie sind zu unterscheiden von Cartridges, die verbunden mit der CD-ROM in ein optisches Laufwerk eingelegt werden.
Dieser Artikel behandelt die Verpackungen für Datenträger (sowie deren Beihefte) mit 120 mm Durchmesser. Die Verpackungen für die seltenere Mini-CD oder Mini-DVD mit 80 mm Durchmesser sind ähnlich.

## Begriffe
Unter dem Cover von CD- und DVD-Verpackungen versteht man eine Klappe, die die Vorderseite der Verpackung bildet und beweglich so mit der Rückseite verbunden ist, dass die Verpackung geöffnet und wieder geschlossen werden kann. An der Unterseite ist die eigentliche Halterung des Datenträgers, das Tray befestigt. Bei manchen Verpackungen bildet auch das Tray selbst die Unterseite.
Cover und Tray von CD- und DVD-Verpackungen sind in der Regel nicht bedruckt oder künstlerisch modifiziert. Manche dieser Verpackungen bieten aber Platz für Beihefte, sogenannte Booklets, die weitere Informationen zum Inhalt des Datenträgers enthalten. Bei einer Audio-CD informiert das Booklet u. a. über die Namen der beteiligten Künstler, Produzenten, Musiktitel, Liedertexte und ist in der Regel, ähnlich einem Schallplattencover, künstlerisch gestaltet. Bei einer CD-ROM kann das Booklet auch das Handbuch und das Lizenzdokument für die Seriennummer ersetzen. Ein Booklet besteht aus zwei bis ca. 80 Seiten.
Zusätzlich bieten viele Verpackungen an Vorder- und/oder Rückseite Platz für schmale Einlagen, genannt Inlays, neben den bisweilen umfangreichen Booklets. Die Inlays stellen die äußere Gestaltung der Verpackungen dar. Sie müssen in Deutschland bei von der FSK beziehungsweise USK geprüften Filmen oder Videospielen seit 1. April 2010 auf der Vorderseite zwingend mit den mindestens 1200 mm² großen FSK- oder USK-Kennzeichen versehen sein. Da die Prüflabels für viele Konsumenten ästhetisch negativ wirken, werden manche Verpackungen mit doppelseitig bedruckten Inlays versehen, die der Käufer nach dem Erwerb umdrehen und ihre ohne FSK-/USK-Kennzeichen bedruckte Rückseite verwenden kann. Derartige Inlays werden als Wendecover bezeichnet.

## Entwicklungslinien

### Entwicklungslinie mit Scharnier-Mechanismus
Mit der Entwicklungslinie Scharnier werden alle die CD- und DVD-Verpackungen bezeichnet, die aus mehreren Hartkunststoffteilen (Polystyrol) bestehen und bei denen das Cover und das Tray durch ein Scharnier verbunden sind.

#### Jewelcase
Die erste Verpackung für die CD war das Jewelcase (engl. für Schmuckkästchen), manchmal auch Jewelbox genannt. Es ist 142 mm breit, 125 mm hoch und 10 mm dick. Diese Verpackung besteht aus folgenden Bestandteilen:
- Einem Cover (Klappe) aus durchsichtigem Kunststoff, das einen Halter für
- ein Booklet (Heftchen) (Abmessungen 120 × 120 mm) enthält.
- Die Rückseite des Covers besteht aus drei Teilen: Einem durchsichtigen Kunststoff, einer Papiereinlage (Inlay) und dem Träger (Tray).
- Das Inlay beschreibt meistens in Kurzform den Inhalt des Datenträgers. Es misst 151 mm × 118 mm, wobei der Falz links und rechts je 6,5 mm beträgt, sodass der Hauptbereich 138 mm breit ist.
- Der Tray ist der Träger des Speichermediums. Dieses wird auf den Haltemechanismus des Trays aufgesteckt. Der Tray bestand ursprünglich aus schwarzem, später auch aus grauem oder weißem, heute oft auch aus durchsichtigem Kunststoff, so dass auch die Innenseite des Inlays bedruckt werden kann. Da bei dem ursprünglichen Aufsteckmechanismus oft Haltestücke ausbrechen, gibt es davon inzwischen einige weitere Varianten. Im Allgemeinen trägt der Tray das offizielle CD- oder DVD-Logo. Bei neueren CD- und DVD-Verpackungen findet sich statt eines Logos an dieser Stelle aus zwei unterschiedlichen Gründen oft eine leere Fläche:
  - Das fehlende Logo erlaubt dem Hersteller, ein Jewelcase sowohl als CD- als auch als DVD-Verpackung für den Verkauf einzusetzen.
  - Das fehlende Logo kann aber auch ein rechtlicher Hinweis für den Käufer sein: Die Verwendung des Logos muss lizenziert werden und gilt ebenso für den Datenträger und die Verpackung. Erfüllt der Datenträger nicht die offizielle Spezifikation einer CD oder DVD, so darf weder der Datenträger noch seine Verpackung das Logo tragen. Die Spezifikation garantiert, dass die Disk in jedem gültigen Laufwerk abspielbar ist. Das bekannteste Gegenbeispiel ist die kopiergeschützte Audio-CD, weil die offizielle Spezifikation (Red-Book-Standard) keinen Kopierschutz vorsieht.

#### Hüllen für mehrere CDs in Anlehnung an das Jewelcase
Für zwei bis vier CDs gibt es eine Art Doppel-Jewelcase, das im Prinzip aus zwei Rückseiten (durchsichtige Kunststoffteile zzgl. Trays) des Einfach-Jewelcase besteht, die in einem gemeinsamen Träger klappbar eingehängt sind. Für Hüllen für drei oder vier CDs ist dieser Träger mit ein oder zwei weiteren Haltekränzen ausgestattet. Da die Kante der Scharniere beim Klappen Platz für die Drehbewegung braucht, ist diese Art der Hüllen mit 24 mm deutlich breiter als zwei Einfach-Jewelcases. In diesen Hüllen finden zwei Inlays (von denen eines als Vorderseite zu gestalten ist) sowie bis zu zwei Booklets Platz; ist für eine Veröffentlichung nur ein Booklet vorgesehen, wird anstelle des zweiten üblicherweise ein Stück Schaumstoff eingelegt.
So schlank wie ein Einfach-Jewelcase sind verschiedene Ausführungen von Doppelhüllen, deren Tray ebenfalls klappbar ist und auf seiner Rückseite einen weiteren Haltekranz für eine zweite CD hat (z. B. die sog. Brilliant-Box [sic]). Je nach Ausführung liegt das Scharnier des Trays an derselben oder der gegenüberliegenden Kante des Scharniers der Deckelklappe. Wie die Einfach-Jewelcases bieten diese Hüllen Platz für ein Inlay und ein Booklet.
Die Kombination zweier dieser Klapp-Trays mit einem gemeinsamen Träger der dicken Doppelhüllen (mit zusätzlichen Haltekränzen) ergibt eine Hülle für bis zu sechs CDs.

#### CD-Single und Slimcase

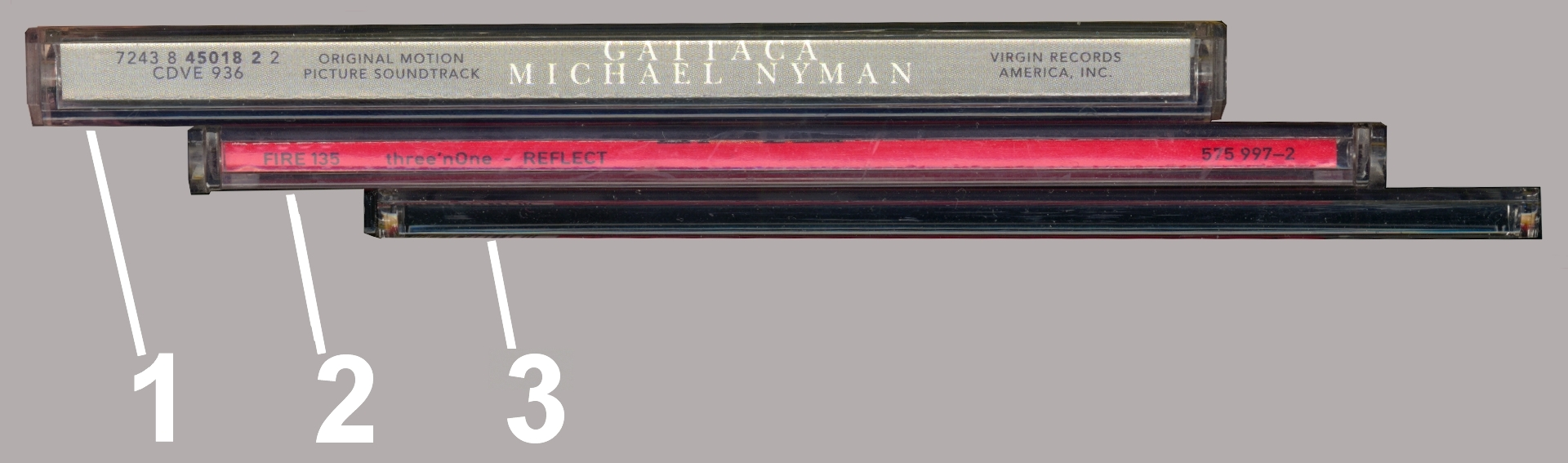
Jewelcase (1), CD-Single (2) und Slimcase (3)

Die zwei bekanntesten Weiterentwicklungen der Jewelcase-Verpackung sind die CD-Single (auch Maxi-CD) und das Slimcase, die sich besonders durch ihre dünnere Ausführung vom Jewelcase unterscheiden. Ist das Jewelcase 10,3 mm dick, so ist die CD-Single nur 7 mm, das Slimcase nur noch 5 mm dick. Möglich wurde dies, weil bei beiden Weiterentwicklungen die Schnappmechanismen des Tray in die Außenschale integriert wurden und das Inlay, für zusätzliche Informationen, auf der Rückseite entfiel.
Die CD-Single enthält kein Booklet, sondern nur ein Blatt, das an der rechten Seite gefaltet ist, damit es auch hier einen schmalen lesbaren Rücken gibt. Anders als beim Jewelcase ist die CD bei geschlossener Verpackung von außen sichtbar und wird deshalb mit der bedruckten Seite nach außen eingelegt. Als nachteilig wird angesehen, dass die Rückwand durch die federnden Befestigungsklemmen Öffnungen enthält, wodurch mehr Staub und Schmutz in das Innere der Verpackung gelangen kann.

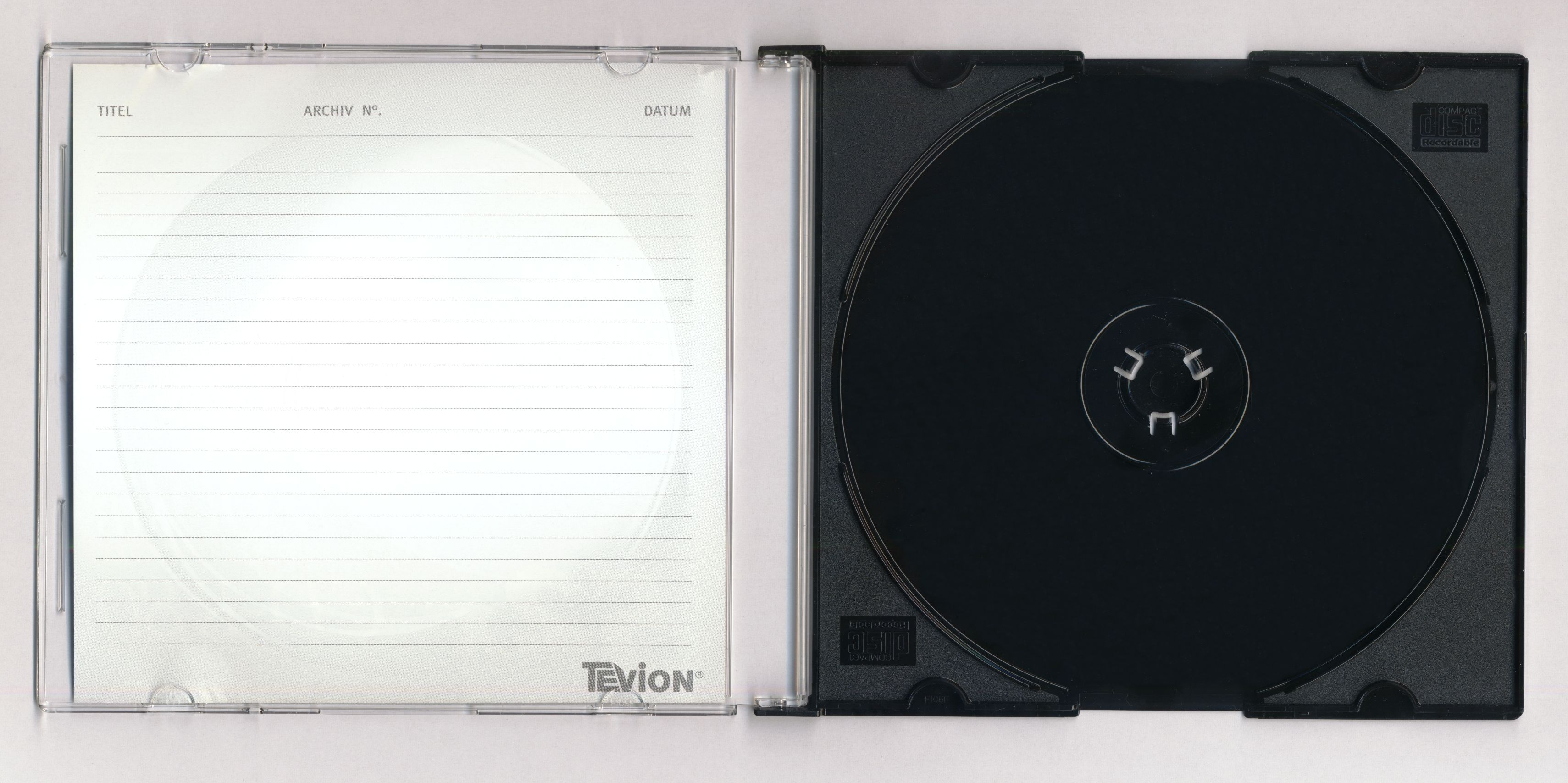
Geöffnetes Slimcase

Die CD-Single entstand aus Marketingüberlegungen, dass eine Audio-CD, die nur wenige Titel enthält (in der Regel weniger als 20 Minuten), auch optisch anders aussehen müsse als ein Album. Der geringere Inhalt ließe sich über eine schlankere Verpackung gut symbolisieren.
Das Slimcase (engl. für schlanke Hülle) wurde entwickelt, um dem Bedarf des Computerbereichs Rechnung zu tragen, viele einzelne Datenträger möglichst platzsparend zu lagern. Möglich wurde das durch den Verzicht auf einen lesbaren Rücken (vergleiche Maxi-CD) und der Verwendung von elastischeren Kunststoffen, die auch bei geringerer Stärke ausreichend stabil sind.

#### Super-Jewelcase

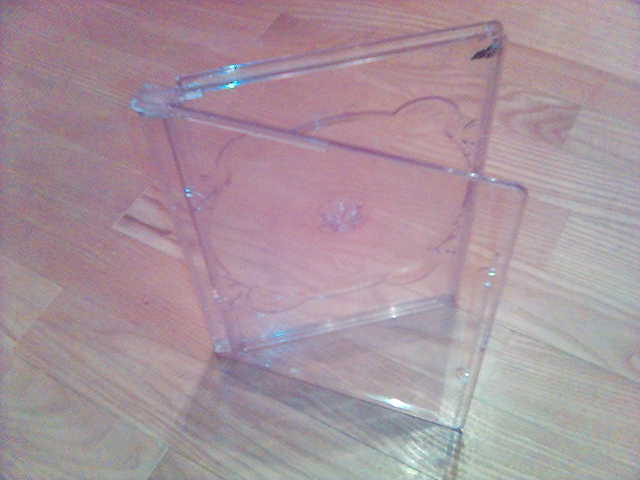
Super-Jewelcase

Das Super-Jewelcase ist eine höherwertige Formvariante des Standard-Jewelcases. Sie besteht aus Kunststoff, hat einen neuen, verstärkten Aufnahmestern, abgerundete Ecken und verstärkte Scharniere. Beim speziellen Inlay des Super-Jewelcases lassen sich nicht nur die Seitenstege links und rechts beschriften; es gibt auch bedruckbare Stege oben und unten, so dass das Case ringsherum an den Stegen bedruckbar ist. Das neue Inlay passt zwar von seinen Abmessungen in ein klassisches CD-Jewelcase, wegen der beiden Ausklinkungen für die verstärkten Scharniere erstreckt sich das Inlay dann aber nicht über die gesamte Stirnseite und auch auf der Rückseite entstehen zwei Lücken.
Die äußeren Abmessungen entsprechen für CDs und SACDs denen eines Jewelcases; für DVDs sind die Hüllen minimal größer als das übliche Keep Case (142 mm × 10 mm × 190 mm). Für DVD-Audio gibt es spezielle Super-Jewelcases, die oben und unten verkürzt sind, ansonsten aber ähnlich denen für DVDs aussehen.

### Entwicklungslinie mit Falt-Mechanismus
Mit dieser Entwicklungslinie werden alle CD- und DVD-Verpackungen bezeichnet, bei denen die Klappe (Cover) und die Rückseite (Tray) nicht über ein Scharnier, sondern über eine bewegliche Falte (Biegemechanismus) verbunden sind und aus weicherem Kunststoff (Polypropylen), Karton oder Papier bestehen.

#### Keep Case/Amaray

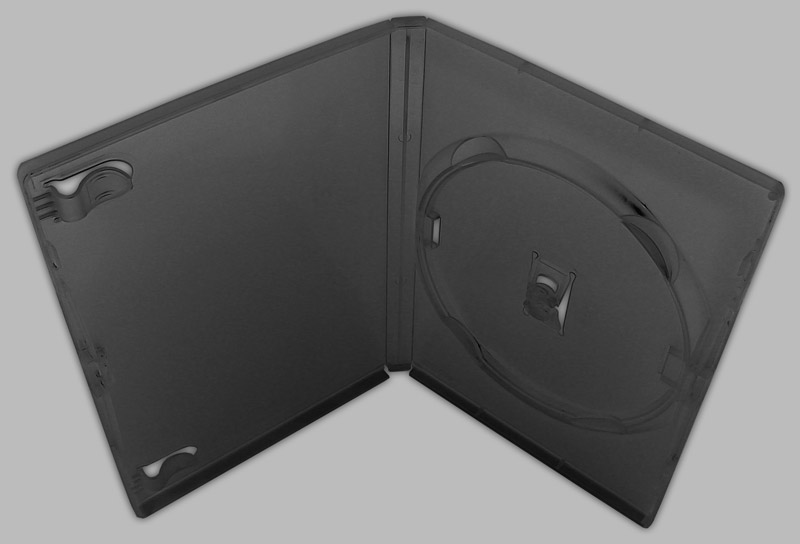
Die übliche Amaray-Hülle für DVDs

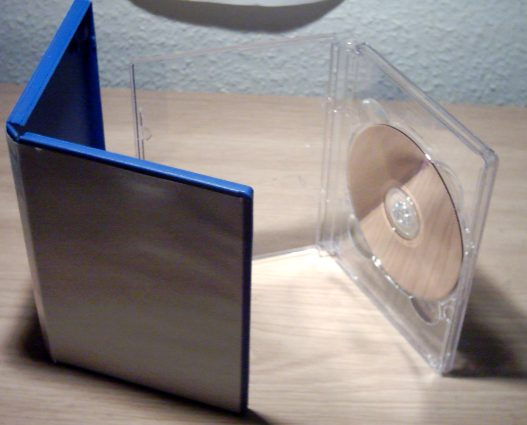
Keep Case (blau) und Super-Jewelcase

Dieser Verpackungstyp entstand erst mit der DVD. Da die DVD der Nachfolger der Videokassette werden sollte, versuchte man, das dem Konsumenten auch anhand der Verpackung nahezubringen. Die VHS-Videokassette wird in einem Biegeplastik-Mechanismus verpackt. Anhand dieser Grundidee entstand das äußerlich ähnliche, aber dünnere Keep Case, welches auch DVD-Videobox, DVD-Hülle oder – nach einem Hersteller dieser Hüllen – Amaray genannt wird.
Das Keep Case (135 mm × 14 mm × 190 mm) wird meistens als Verpackung für DVDs benutzt und ist größer als das Jewelcase. Außen befindet sich ein Titelblatt (Cover, oder wegen der Zweitfunktion für die Innengestaltung auch Inlaycard genannt, Standardmaße 273 mm × 183 mm), innen am Deckel optional ein Heft (Booklet), das beispielsweise bei Software als Handbuch dient oder weitere Informationen zur CD/DVD enthält. Diese Verpackung, die es in über vierzig Varianten verschiedener Hersteller gibt, wird für viele Spiele-CD-ROMs und -DVDs genutzt. Zur platzsparenden Aufbewahrung gibt es auch eine Slim-Variante (7 mm) für einen oder zwei Datenträger.
Derartige Verpackungen sind üblicherweise – im Gegensatz zu den bei CDs verbreiteten Jewelcases – mit einem Mechanismus ausgestattet, der den Datenträger bei Druck auf den Haltekranz nicht nur freigibt, sondern auch anhebt, so dass er anschließend aus der Verpackung entnommen werden kann, ohne dass Reibungskräfte überwunden werden müssen.
Die Blu-ray Disc besitzt in westlichen Ländern leicht abgewandelte Keep Cases. Diese unterscheiden sich von den bisherigen Keep Cases in erster Linie durch ihre einheitliche Farbgebung (als Anspielung auf den Datenträger, auffällig blau-transparent) und die geringeren Abmessungen (170 mm in der Höhe und je nach Hersteller zwischen 130 mm und 150 mm in der Breite).

#### Digifile

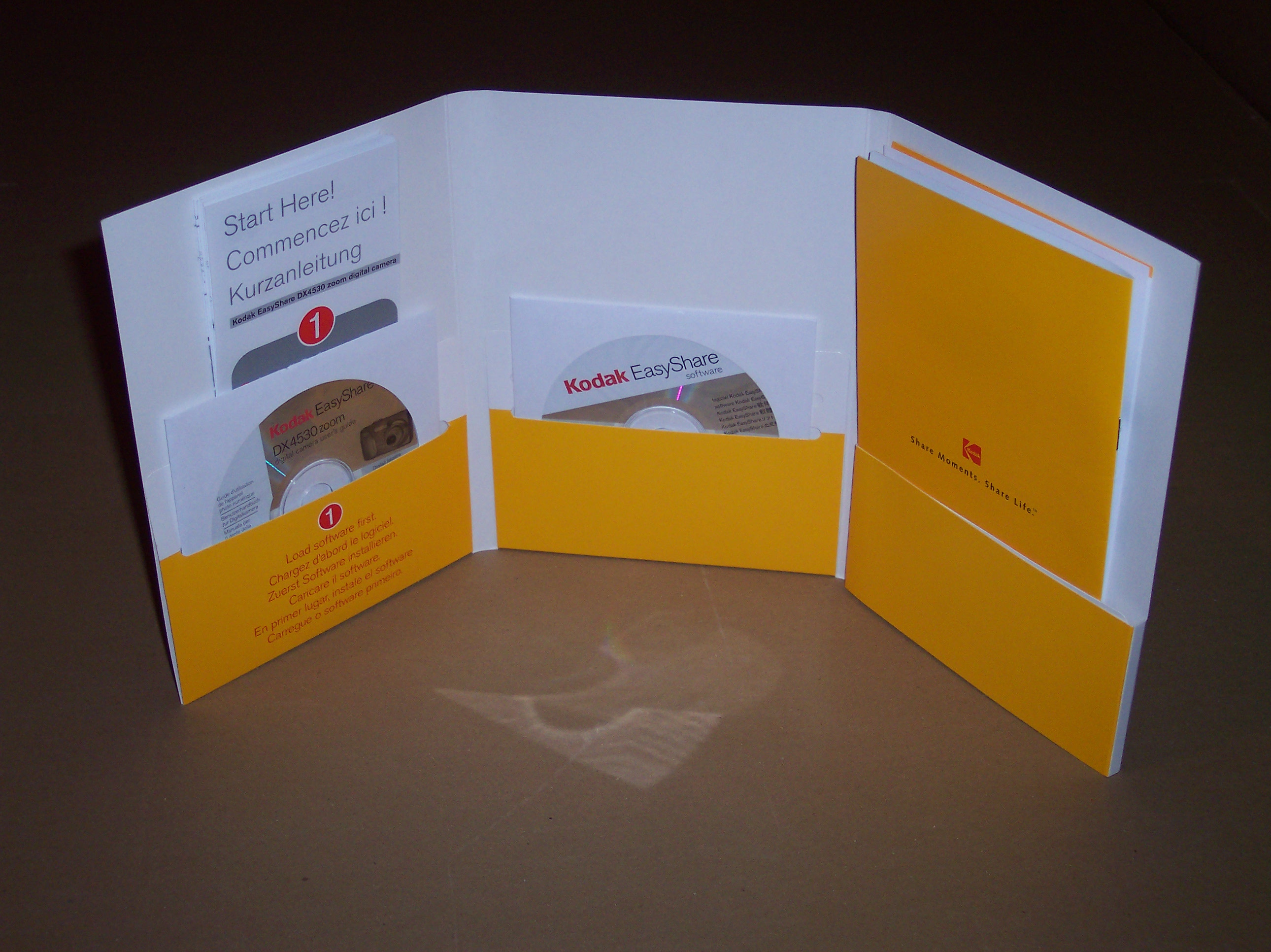
Digifile von Kodak

Das Digifile ist eine dreiseitige Kartonverpackung, die aufgeklappt werden kann. Die erste und zweite Seite (im aufgeklappten Zustand links und Mitte) ist in der Regel beschriftet, die dritte Seite (rechts) enthält einen Trageschlitz für die CD/DVD. Diese Verpackungsart ist allerdings recht unüblich. Daher gibt es auch noch keinen Standard für den Aufbau eines Digifiles. Folglich ist die Position der CD im Digifile von Hersteller zu Hersteller unterschiedlich.

#### Digipak

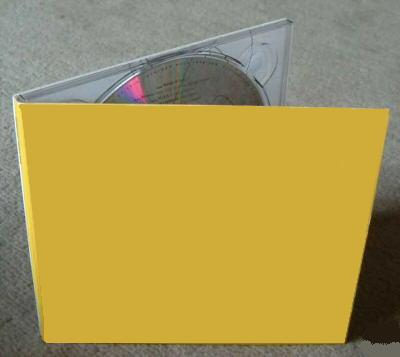
Digipak

Das Digipak ist eine Verpackung zur Aufnahme von einer bis zu acht CDs oder DVDs. Es gilt als hochwertig, ist allerdings anfälliger für Beschädigungen. Digipak ist eine eingetragene Marke der Firma AGI.
Digipaks haben meistens die gleiche Größe wie das normale Jewelcase, sind aber – bei halber Tiefe – auch bis zum Format einer VHS-Kassette erhältlich. Die größeren Formate sind besonders bei Film-DVDs verbreitet und werden hier oft als Digibook bezeichnet. In die Hülle, die in der Regel aus Chromokarton gefertigt und mit Glanzlaminat veredelt ist, ist ein Tray aus schwarzem, weißem oder transparentem Kunststoff zur Aufnahme der CDs oder DVDs eingeklebt. Bei den größeren Formaten ist außen als Kantenschutz meistens noch eine dreiseitige Kunststoff-Ummantelung angebracht.

#### Digisleeve
Das Digisleeve ist eine aufklappbare Papptasche. Diese Verpackung bietet auch Platz für ein Booklet.

#### Ecopac
Der Ecopac ist eine aufklappbare, aus recyceltem Papier hergestellte CD-Verpackung und somit biologisch abbaubar.

#### Snapper Case

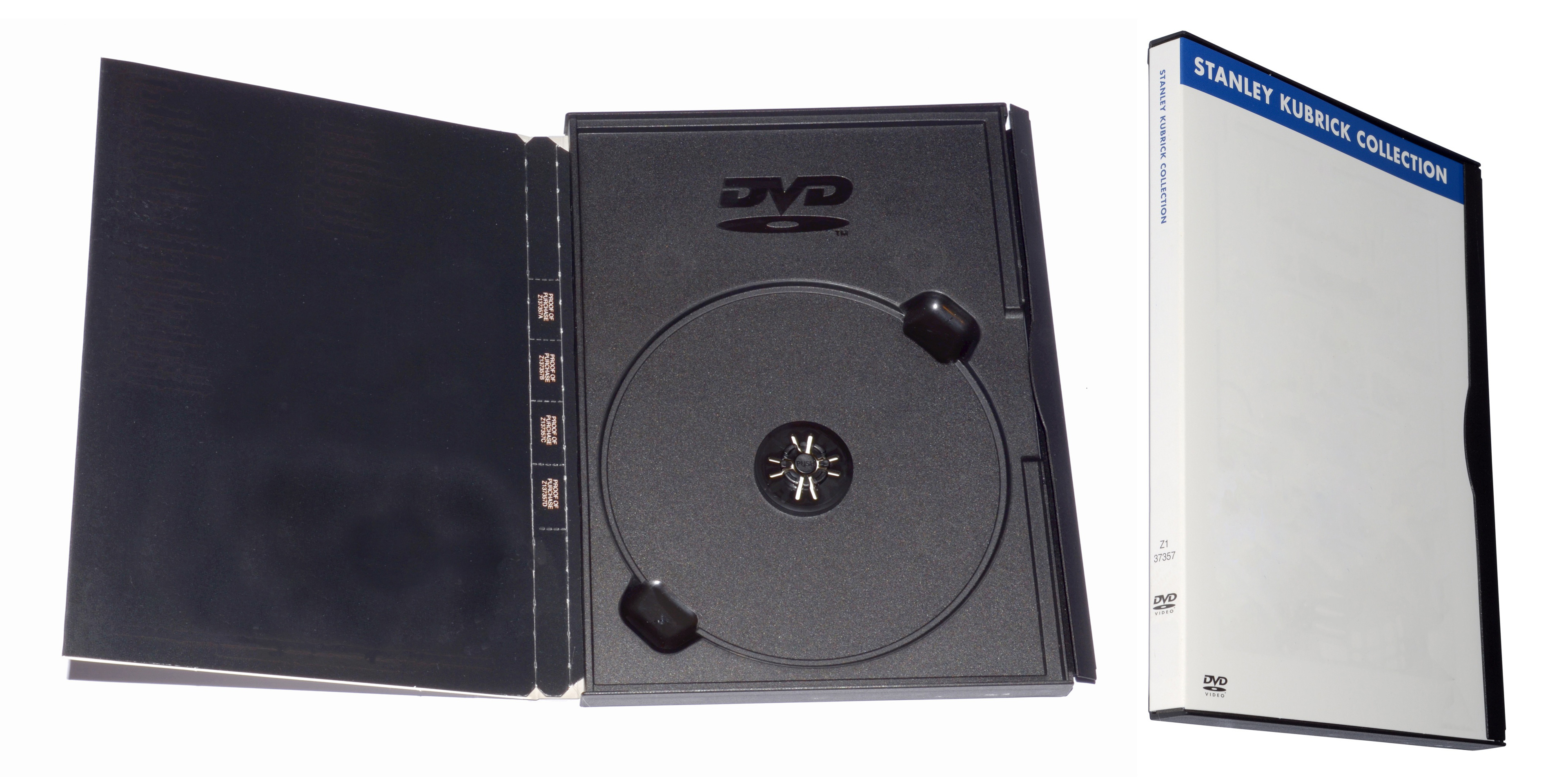
Snapper Case

Das Snap Case, Snapper Case oder (benannt nach dem Zulieferer von Warner Home Video) Ivy Hill Snapper Box war bis ca. 2004 eine kostengünstige Verpackung, bestehend aus einem Plastiktray zur Aufnahme eines einzelnen Datenträgers und einer Buchdeckel-artigen Hülle aus bedrucktem Karton, die auf der Rückseite des Trays festgeklemmt war und über die Vorderseite geklappt wurde, wo ein am Tray angegossener Schnappmechanismus die Konstruktion verriegelte. Die Verpackung wurde relativ zügig aus dem Verkehr genommen, nachdem sinkende Preise für Amaray-Hüllen den Hauptvorteil neutralisierten. Zudem war die Snapper Box konstruktionsbedingt für den Vertrieb von zwei und mehr DVDs ungeeignet.

#### Mediabook
Das Mediabook besteht aus dickem Karton. Im inneren Teil ist oft ein mehrseitiges Booklet mit Kurzinhalt, Text zur Produktion und Bildern. Am Ende des Mediabooks befindet sich das Medium DVD oder Blu-ray, oft auch beides, in einem Kunststoff-Tray, das an der Innenseite des Einbandes befestigt ist. Oft werden Mediabooks in einer durchsichtigen Schutzhülle verpackt. Das FSK-Logo ist dabei nur auf der Schutzhülle.

#### Earbook
Das Earbook ist das Gegenstück zum Mediabook in der Filmwelt und wird in der Musikwelt oft für hochwertige, alternative Varianten einer Veröffentlichung gewählt. Der Außenkarton ist dabei als Hardcover gestaltet und wie bei einem gebundenen Buch das Booklet fest zum Blättern daran gebunden. Zusätzlich zum Tonträger sind im Earbook meistens Bonus-Medien enthalten, weswegen das Earbook in der Regel dicker ist als das normale CD-Case. Es gibt auch größere Earbooks bei Vinyl-Editionen.

### Entwicklungslinie mit Schiebe-Mechanismus
Darunter fallen alle CD- und DVD-Verpackungen, in die der Datenträger nicht hineingelegt, sondern hineingeschoben (gesteckt) wird. Der Vorteil ist der einfachere Aufbau der Verpackung, da das Medium durch Haftreibung in der Verpackung gehalten wird und ein Befestigungsmechanismus eingespart wird, der das Medium am Zentralloch fixiert. Der große Nachteil dieser Verpackungen ist jedoch die dadurch bedingt höhere Beanspruchung der Oberfläche der Medien, da sie durch das Hinein- und Herausschieben leicht zerkratzen.

#### Papierfenstertasche

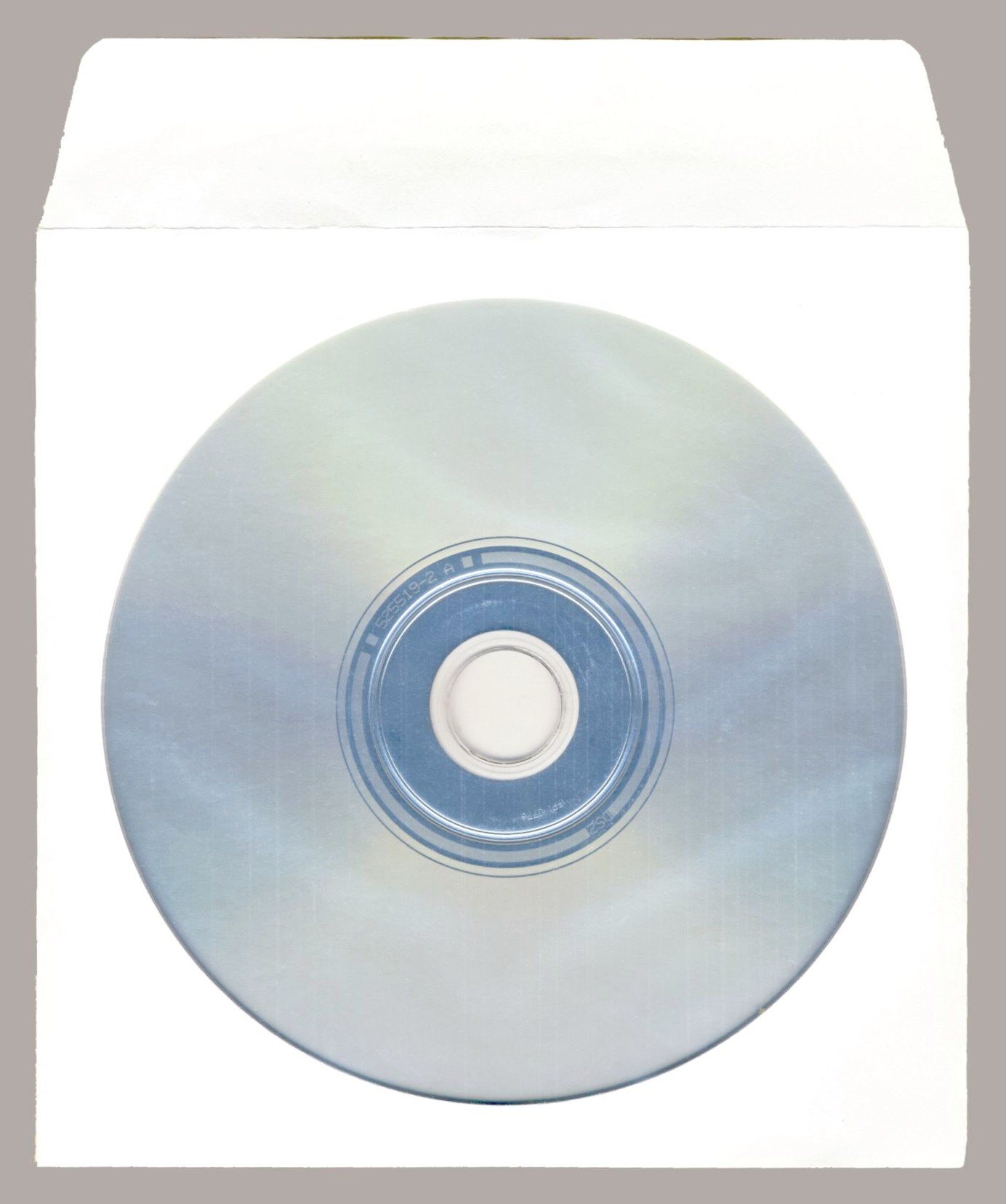
Eine geöffnete Papiersichtfenstertasche, die eine CD enthält.

Die Papierfenstertasche (auch Papierhülle, Papierstecktasche oder paper sleeve genannt) besteht normalerweise aus weißem Papier mit einem Quadratmetergewicht von 90 g/m² mit rundem Sichtfenster (Durchmesser 110 mm) und hat das Format 124 mm × 124 mm. Um die Tasche in eine Zeitschrift oder Buch einkleben zu können, benötigt sie eine rückseitige Gummierung. In der Regel ist der Verschluss selbstklebend. Qualitativ hochwertige Taschen (absolute Planlage, akkurate Falzung, saubere Verklebung) können maschinell befüllt werden.

##### Vogeltasche
Eine besondere Papierfenstertasche ist die sogenannte Vogeltasche mit breitem Rand (Format 145 mm × 190 mm), die nach dem Buch- und Zeitschriftenverlag Vogel benannt ist, der sie 1992 einführte. Sie wird, wie die normale Papierhülle, oft für CDs und DVDs verwendet, die Zeitschriften oder Büchern beiliegen. Die Vogeltasche ist jedoch so zwischen den Seiten einer Zeitschrift bzw. eines Buches verheftet oder verklebt, dass eine unauffällige Entnahme der CD durch Diebe erschwert wird. Durch den breiten Rand eignet sie sich, im Unterschied zu kleinformatigen Papierhüllen, außerdem zum Abheften.

#### Papphülle
Die Papphülle ist eine einfache und preiswerte Verpackungsart für CDs und DVDs. Sie besitzt keinen Mechanismus zum Verschließen (wie z. B. die Papiertasche). Musikzeitschriften benutzen in der Regel Papphüllen als Verpackung. Das mag eine Anlehnung an Schallplattenhüllen aus Pappe sein. Sehr verbreitet ist die Papphülle außerdem als Verpackung von Demo-CDs.

#### e-slimcase

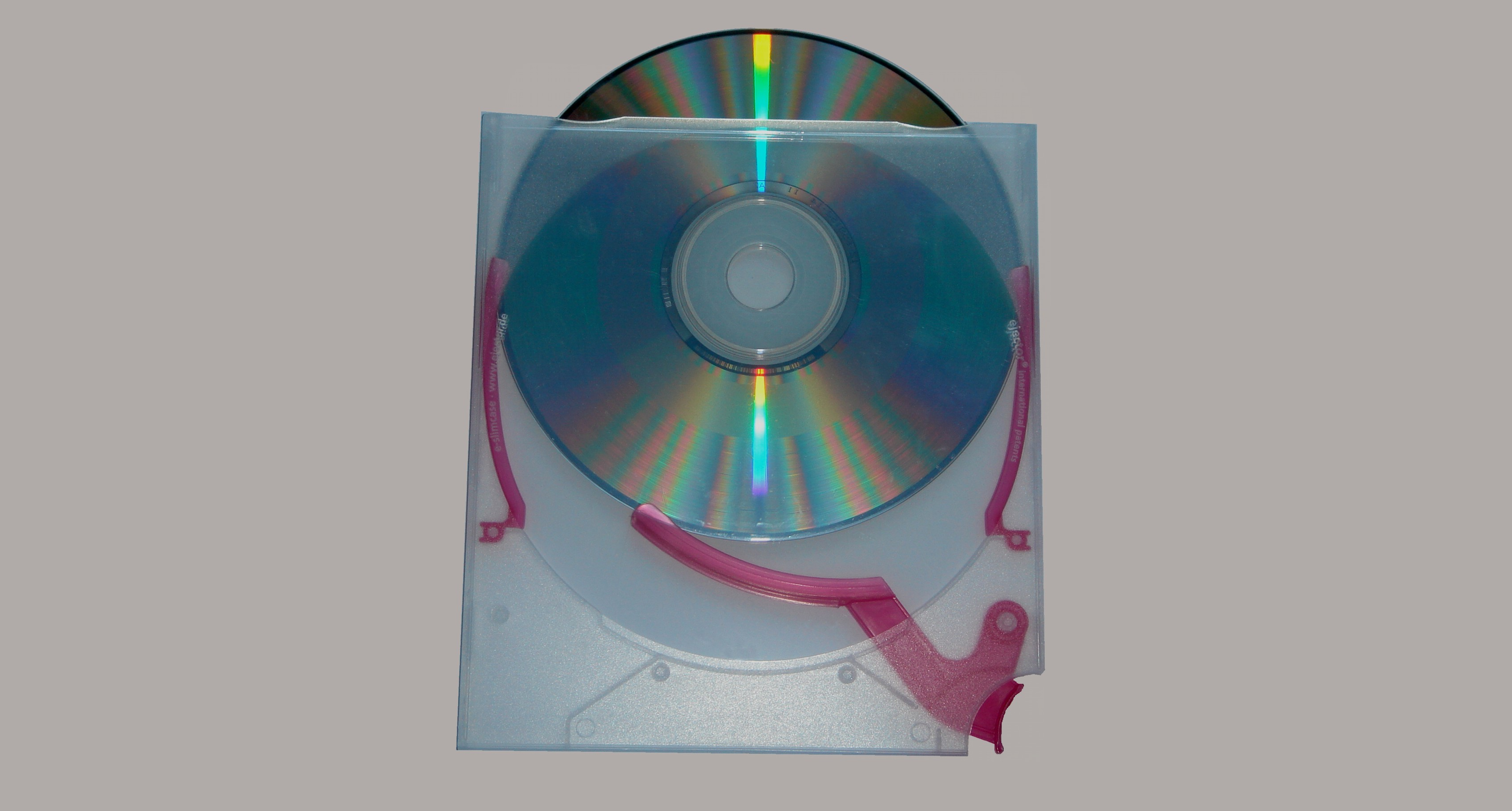
Ein e-slimcase, bei welchem die CD bereits etwas herausgeschoben wurde

Das e-slimcase (auch Flip ’n’ Grip, VarioPac, Kickout Case oder Disc ProTexx genannt) hat die Größe eines Slimcases, ist allerdings nicht aufklappbar. Die CD wird an der Stirnseite eingeschoben und kann später über einen Hebel ausgeworfen werden. Durch die schwebende Lagerung in der Hülle (der Datenträger wird nur am Rand fixiert) kommt es zu keinem Kontakt der Datenträgeroberfläche mit der Hülle.
Eine Weiterentwicklung der Standardversion ist das e-jewelcase. Es bietet die Möglichkeit, ein Cover einzulegen. Weiterhin gibt es das e-slimcase auch in abheftbaren Varianten mit Standardlochungen, wobei ein zusätzliches, durchgefärbtes Plastikstück mit Lochungen in die offene Seite des Case eingeschnappt wird. Außerdem gibt es eine Double-Variante für zwei CDs, die natürlich dicker ist, also nicht mehr „slim“, und zwei Hebel zum Auswerfen besitzt.

#### Polybag
Das Polybag ist eine einfache Klarsichthülle, die links und rechts geschweißt und an der Unterseite gefaltet ist. Die Oberseite ist entweder offen oder sie hat eine Verschlusslasche, die mit einem Aufkleber fixiert wird. Zusätzlich kann die Hülle auf der Rückseite mit einer Gummierung versehen sein, um sie in eine Zeitschrift oder ein Buch einzukleben. Die Kunststoffteile des Auswerfmechanismus sind einfarbig, die restlichen Kunststoffteile transparent, so dass die Beschriftung des Datenträgers immer sichtbar ist.

#### Musicpac
Der Musicpac wird vor allem in Brasilien verkauft, heute sieht man sie allerdings immer öfter auch in deutschen Läden. Es handelt sich um eine einfache Verpackung, um Kosten und Material zu sparen.
Die CD wird auf einer normalen, vom Jewelcase bekannten, Plastikhalterung fixiert und dann in einen Pappschuber geschoben. In den meisten Verpackungen wird auf ein Booklet verzichtet.

### Sonstige Entwicklungslinien

#### Spindel

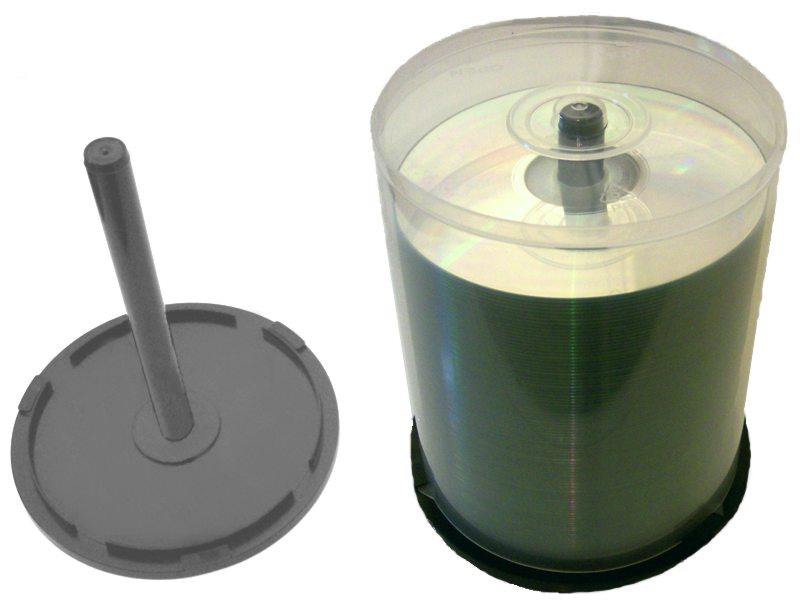
Spindel für 100 Medien

Eine Spindeldose oder kurz: Spindel (englisch Cakebox für Kuchendose) ist eine wiederverwendbare Verpackung zur Aufbewahrung einer größeren Anzahl von CDs oder DVDs. Sie besteht aus einer runden Kunststoffplatte (in der Regel aus Polypropylen) mit einer Spindel in der Mitte, auf die die CDs oder DVDs aufgesteckt werden. Sie ist mit einem hohen, oftmals transparenten Kunststoffdeckel und einem Bajonettverschluss versehen.
Spindeldosen gibt es in unterschiedlichen Größen. Gängige Fassungsgrößen sind 10, 20, 25, 50, 100 oder 150 CDs/DVDs. Sie sind seit 2004 die bevorzugte Verpackungsart für beschreibbare CDs und DVDs. Vorteil der Spindeln ist die hohe Packungsdichte der Medien bei sehr günstigem Preis der Verpackung. Der Schriftsteller Max Goldt prägte für die Spindeldose das Wort „Rohlingsspindel“ und erklärte es zum schönsten Wort der deutschen Sprache.

#### JakeBox
Die JakeBox ist eine patentierte Verpackung aus Schweden. Der Datenträger wird in der Verpackung von einer Kralle gehalten, die sich erhebt, wenn man die Verpackung öffnet. Die JakeBox besteht zu 100 % aus Karton und ist mit oder ohne Bookletschlitz erhältlich.

#### SteelBook
Ein SteelBook ist eine DVD-Hülle, deren äußere Verschalung aus Metall gefertigt ist; die Einlage besteht aus Kunststoff. Die Hülle ist farblich bedruckt, kann geprägt sein und wird in der Regel mit einem Pappschuber ausgeliefert. SteelBooks haben die übliche Größe einer DVD-Hülle, sind an den Ecken abgerundet und aufklappbar.
SteelBook ist der geschützte Markenname der dänischen Firma Glud & Marstrand; sie werden von der Firma Scanavo weltweit vertrieben, die mit dieser Art der Verpackung als Erste auf den Markt kam. Andere Anbieter nennen ähnliche Produkte z. B. Metalpak.

#### DVD-Hüllen aus Automatenvideotheken
Automatenvideotheken nutzen in der Regel eigens für ihr System entwickelte, klappbare Verpackungen. Die Hüllen müssen über einen zentrierten Ausschnitt verfügen, so dass das Einlesen eines auf den Datenträger aufgeklebten Barcodes ermöglicht wird. Außerdem wird auf eine möglichst platzsparende Lagerhaltung im Automaten Wert gelegt.

#### Slidepac undDiscbox Slider

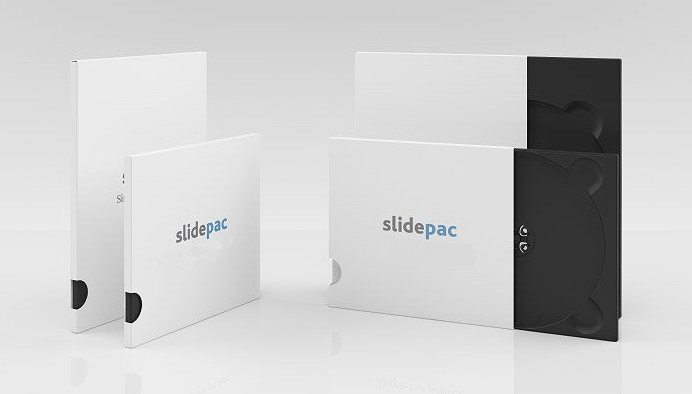
SlidePac

Das Slidepac ist eine Alternative zur Jewel- und Softbox. Die Kartonhülle bietet Raum für ein Plastiktray, das sich ausziehen lässt, wobei ein einfacher Anschlag besteht, so dass der Tray nicht ohne Weiteres aus der Kartonhüllen hinausfallen kann. Das Slidepac wird in drei verschiedenen Größen angeboten (CD-, Blu-ray- und DVD-Format).
Eine ähnliche Hülle ist der Discbox Slider. Allerdings gibt es hierbei statt des Kunststofftrays einen Pappträger. Er kann halb herausgezogen und dann aufgeklappt werden, wonach der Datenträger entnommen werden kann. Zusammen mit dem Datenträger kann auch ein Booklet eingelegt werden; daneben bietet der ausziehbare Pappträger Platz für Liner Notes, die eingeschoben von der äußeren Kartonhülle verdeckt werden.
Einige Veröffentlichungen werden parallel in einer Version in einer althergebrachten Verpackung (z. B. Jewelcase) und einer preisgünstigeren Version im Slidepac angeboten. Die Slidepac-Versionen werden dann beispielsweise als (Limited) Pur-Edition vertrieben.

#### CD-Mailer (Versandverpackungen)
Ein CD-Mailer (auch DiscMail oder CD-Brief) dient dem postalischen Versand einer CD, bzw. DVD. Zwar werden CDs und DVDs auch in herkömmlichen Versandverpackungen befördert, doch werden v. a. von professionellen Anwendern (z. B. Werbeagenturen) CD-Mailer eingesetzt, da die Datenträger darin besser geschützt sind.

#### Clip Tray
Ein Clip Tray ist eine Verpackung, die aus einem Tray und einer transparenten Polypropylen-Folie besteht. Die PP-Folie wird auf das Tray geklebt. Ein Clip Tray ist superflach und bietet Platz für einen Datenträger sowie für ein Booklet. Das Tray hat außerdem eine 80-mm-Abheftlochung zur modularen Ablage in Ringbüchern und Ordnern. Clip Trays gibt es in verschiedenen Farben.

#### Verpackungsvarianten aus Weißblech

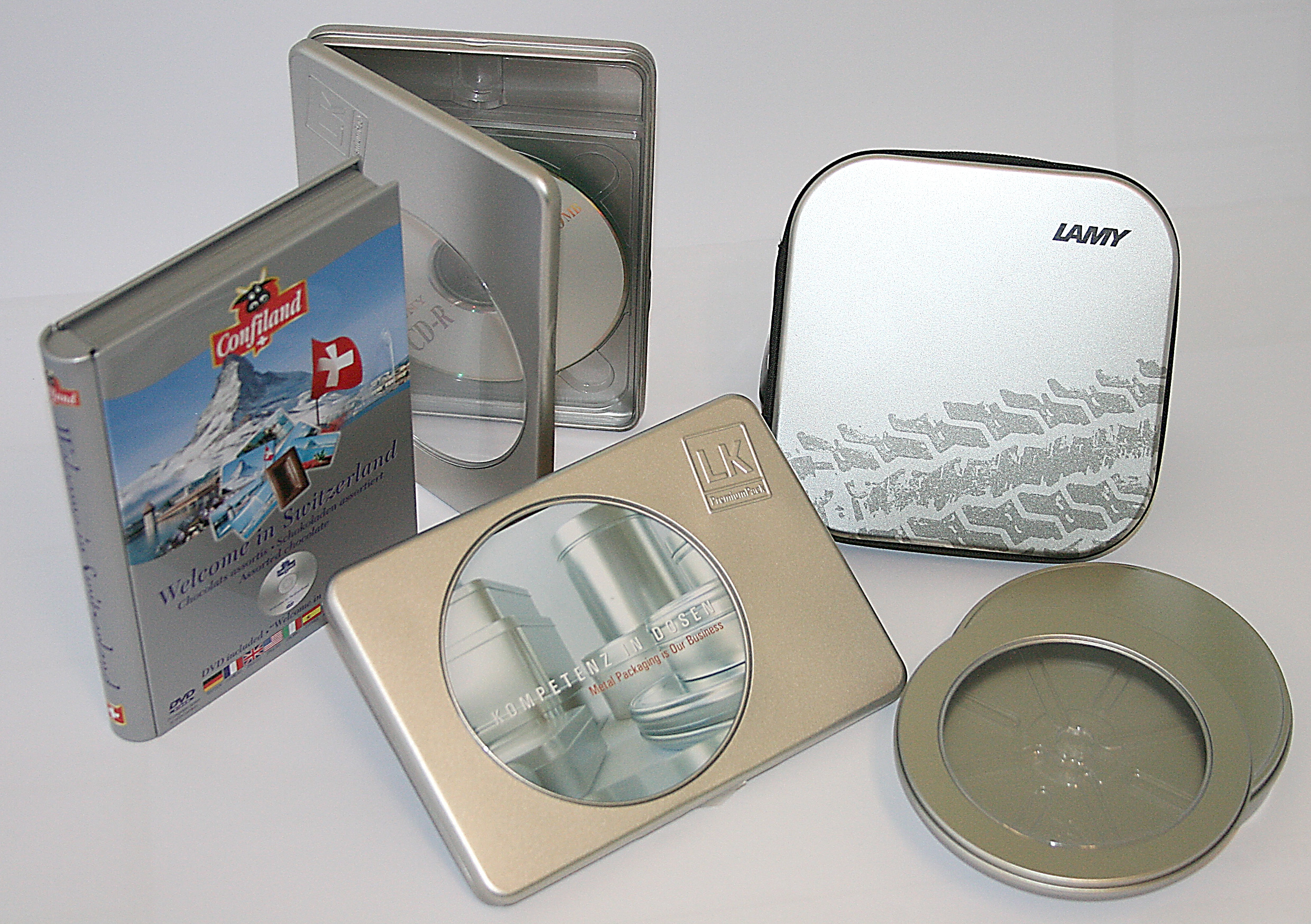
CD-DVD-Verpackungen aus Weißblech

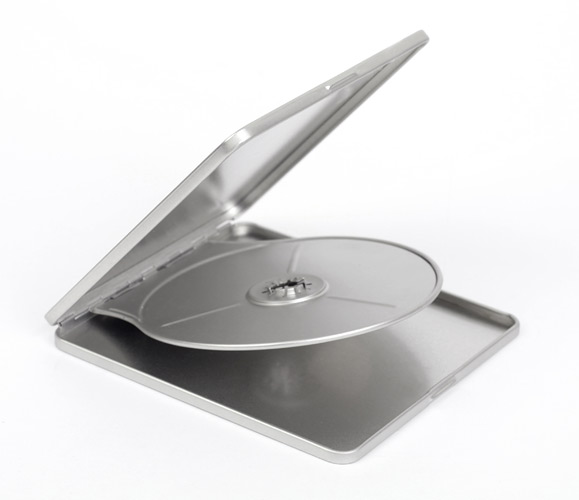
CD-Verpackung mit Metalltray und Magnetverschluss

Die Verpackungsart aus Weißblech ist in vielfältigen Ausführungen am Markt und häufig Teil einer Verkaufsförderungskampagne. Die Formenvielfalt reicht von rund über quadratisch bis rechteckig in unterschiedlichen Höhen, meistens mit Bedruckung oder Prägungen. Diese Form der CD/DVD-Verpackung findet auch für PC-Spiele Verwendung. Blechdosen im CD/DVD-Look dienen auch als Werbematerial mit einliegenden Firmenprospekten oder Produktkatalogen.

## Außenmaße der gängigsten Verpackungstypen
| Typ                       | Anzahl Datenträger | Länge      | Breite     | Höhe       |
| Typ                       | Anzahl Datenträger | Maße in mm | Maße in mm | Maße in mm |
| ------------------------- | ------------------ | ---------- | ---------- | ---------- |
| CD-JewelCase              | 1–2                | 142        | 125        | 10         |
| CD-JewelCase 6 CDs        | 6                  | 142        | 125        | 24         |
| CD-SingleCase             | 1                  | 142        | 125        | 07         |
| CD-SlimCase               | 1                  | 142        | 125        | 05,2       |
| CD-Super Jewel Box        | 1–2                | 142,2      | 124,6      | 10,4       |
| 1-CD-Digifile             | 1                  | 138        | 125,5      | 04         |
| 2-CD-Digifile             | 1–2                | 138        | 125,5      | 04         |
| 1-CD-Digipak ohne Booklet | 1                  | 138        | 125,5      | 06         |
| 1-CD-Digipak mit Booklet  | 1                  | 138        | 125,5      | 07         |
| 2-DVD-Box slimline        | 1–2                | 135        | 190        | 07         |
| 1-DVD-Box                 | 1–2                | 135        | 190        | 15         |
| 1-DVD-Digipak             | 1                  | 137,5      | 187,5      | 06,5       |
| 1-Blu-Ray Hülle           | 1                  | 135        | 170        | 6~11       |
| 2-Blu-Ray Hülle 14 mm     | 1–2                | 135        | 170        | 14         |

## Maße der Papiereinleger
| Typ                            | Art des Einlegers | Breite     | Höhe       | Steg                            |
| Typ                            | Art des Einlegers | Maße in mm | Maße in mm | Steg                            |
| ------------------------------ | ----------------- | ---------- | ---------- | ------------------------------- |
| CD-JewelCase & Slim-Case VORNE | 1- bis 2-seitig   | 121        | 120        |                                 |
| CD-JewelCase & Slim-Case VORNE | 4- bis 8-seitig   | 242        | 120        |                                 |
| CD-JewelCase HINTEN            |                   | 151        | 118        | 06,5 - 2× (1× Links, 1× Rechts) |
| DVD-Box                        |                   | 275        | 183        | 14 (Rücken)                     |
| Blu-Ray Amaray                 |                   | 269        | 148        | 09 (Rücken)                     |